# Eustace Miles
Eustace Hamilton Miles (Hampstead, 22 settembre 1868 – Londra, 20 giugno 1948) è stato un giocatore di pallacorda britannico, vincitore di una medaglia in longue paume, che è una variante di pallacorda, alle Olimpiadi di Londra del 1908.

## Palmarès
- Olimpiadi

Londra 1908: argento nella pallacorda.